# Aurora Me Raiou
Aurora me Raiou é o oitavo álbum de estúdio do cantor e compositor Carlinhos Veiga. Lançado de forma independente nas plataformas digitais em fevereiro de 2016, o disco abrange sete faixas.
As composições para o projeto começaram desde 2015, com ensaios e jams entre Carlinhos e os músicos de sua banda. Nesta obra, o artista passa a utilizar mais elementos eletrônicos. A produção do disco em faixas reduzidas, segundo o artista, se deu a questões financeiras. O repertório é majoritariamente inédito, exceto pela regravação da música "Menino". "Trem da Vida" foi escrita por Jorge Camargo.
A obra foi lançada em um show no Clube do Choro, em Brasília, ocorrido em 26 de fevereiro de 2016.

## Lançamento e recepção
| Críticas profissionais | Críticas profissionais |
| Avaliações da crítica  | Avaliações da crítica  |
| Fonte                  | Avaliação              |
| ---------------------- | ---------------------- |
| Super Gospel           | [ 4 ]                  |

Aurora Me Raiou foi liberado em fevereiro de 2016 de forma independente. O projeto recebeu uma avaliação favorável do portal Super Gospel. Segundo o texto, "é difícil ouvir Aurora Me Raiou sem ter em mente o som acústico de Carlinhos Veiga. Mas seu lado eletro é igualmente charmoso e maduro. É como um passeio no verão em pleno cerrado acompanhado por amigos.".
Em 2019, foi eleito pelo Super Gospel o 11º melhor álbum da década de 2010.

## Faixas
1. "Tempo e Eternidade"
2. "Aurora me Raiou"
3. "Gente do Interior"
4. "Trem da Vida"
5. "Navegando o Araguaia"
6. "Menino"
7. "Canções de Vitória"

## Ficha técnica
Banda
- Carlinhos Veiga - vocais, violão, viola caipira
- Cláudia Barbosa - flauta, vocal
- Felipe Viegas - piano, violão, teclado
- Enos Marcelino - acordeon
- Eline Rattacaso - vocal
- Dido Mariano - baixo
- Leo Barbosa - percussão
- Ismael Rattis - bateria

Músicos convidados
- Marcus Moraes - guitarra
- Victor Angeleas - bandolim
- Anna Flor - vocal
- Cézar Feitoza - vocal